# 専門学校神戸カレッジ・オブ・ファッション
専門学校神戸カレッジ・オブ・ファッション（せんもんがっこうこうべカレッジ・オブ・ファッション）とは、兵庫県神戸市長田区に存在していた専修学校。

## 概要
1920年創設で、当初より洋服を作る技術を指導してきた。しかし、学生数の減少により2018年度の卒業生を最後に休校となり、2019年に再開の見込みがないために廃止となった。

## 沿革
- 1920年 創設

- 1989年 専修学校高等課程開設

- 2002年 トリマーコース開設

- 2019年 廃止